# ミート・ザ・プレス
『ミート・ザ・プレス』 (Meet the Press) は、アメリカの3大ネットワークの一つ、NBCが日曜朝に放送する報道番組。毎回、アメリカの政治家や時の人にインタビュー・討論を行う。NBCは午前9時からの放送となっているが、放送時間は拘束されておらず、地域によって異なる。ワシントンDCエリアの系列局WRCでは10時30分から放送している。
1947年11月6日の放送開始以来続く長寿番組であり、『ギネス世界記録』にも「現存する最長寿の番組」として登録されている。

## 歴史

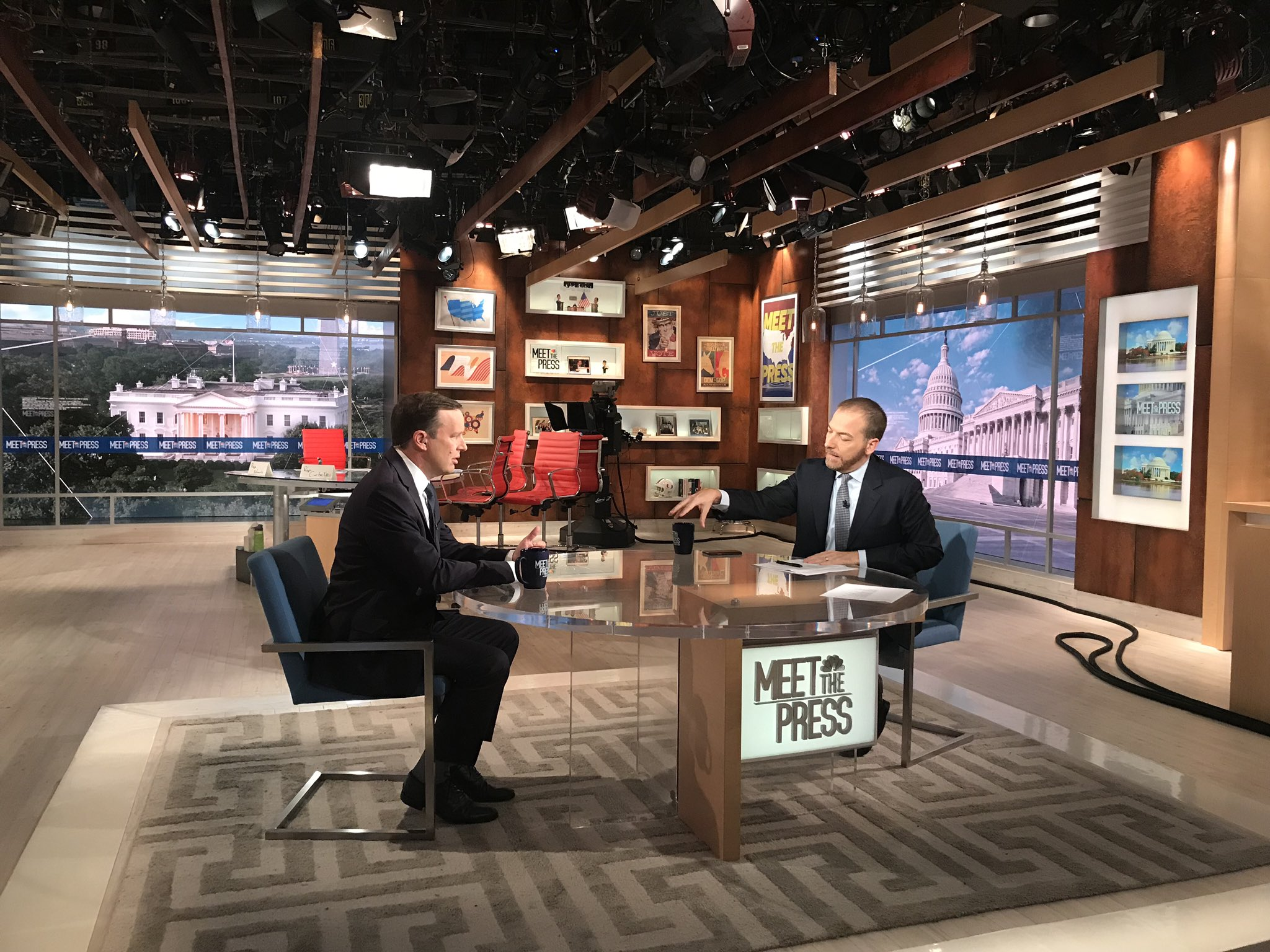

元々は1945年にラジオ放送として始まった。1947年にNBCでのテレビ放送が始まる。1980年にライバルとなる『ジス・ウィーク』 (ABC) の登場で、1980年代後半は低迷期に陥る。
1991年からワシントン支局記者のティム・ラッサートが司会者に就任。ラッサートの登場により番組の視聴者がライバルの報道番組を追い抜き、放送時間が30分から1時間に拡大。広告利益を2001年までの10年で100倍になる。ラッサートはNBC政治記者の顔となり、17年に渡って番組を担当。同じNBCの『サタデー・ナイト・ライブ』でよくスキットのネタにされていた。
番組冒頭の「Our issues this Sunday.」（我々の今週のテーマ）や、ラストの「That's all for today. We'll be back next week. If it's Sunday, it's Meet the Press.」（今日はここまで、また来週。日曜は『ミート・ザ・プレス』で）などが決め言葉。
2008年6月13日、ラッサートが勤務中に心臓発作で急死。15日の放送は追悼番組として放送し、翌週から2008年アメリカ大統領選挙が落ち着くまで臨時に夕方の『NBCナイトリーニュース』を担当していたトム・ブロコウを司会者に据えた。12月から正式な新司会者としてデビッド・グレゴリーが登場（ホワイトハウス担当記者でMSNBCなどでキャスターを務めていた）。
2010年4月からスタジオがハイビジョン撮影対応となった。

## 構成
大臣・長官や政治家へのインタビューと記者やコラムニストを交えたラウンドテーブルの2種類を放送。番組の集計による60周年時点での最多出演はワシントン・ポストコラムニスト、デビッド・ブローダーの401回。

## 放送について
NBCが運営するニュース専門チャンネルのMSNBCやCNBC（CNBCアジアやCNBCヨーロッパなども含む）でも放送。米国外のCNBCでは1時間後には放送している。
NBC関連以外では全米のラジオ局に配信されるほか、オーストラリアのSeven Networkでも放送。

### 日本
CNBCと日本経済新聞社合弁の経済ニュース専門放送局である日経CNBCにて、本国やCNBCでの放送から半日ほど遅れて月曜日朝に放送している。
また、NBCニュースが日本テレビと提携していることから、同局のニュース専門チャンネルであるNNN24→日テレNEWS24でも2006年11月まで放送されていた。
かつては日本放送協会（NHK）でも放送されており、衛星第1テレビジョン（BS1）にて1988年10月から1997年3月まで放映。一時期は『ワールドニュースアワー』でも同番組に内包する形で放送された。